# Hans-Jürgen Bargfrede
Hans-Jürgen „Hansi“ Bargfrede (* 10. März 1959 in Zeven) ist ein ehemaliger deutscher Fußballspieler auf der Position eines Mittelfeldspielers. Nach dem Karriereende als Aktiver war er zeitweise als Fußballtrainer tätig.

## Sportliche Laufbahn
Bargfrede spielte Ende der 1970er-Jahre bei den Amateuren von Werder Bremen. In der Saison 1978/79 gehörte er auch dem Profikader der Bremer an, blieb dort aber bis auf zwei Partien im Intertoto-Cup 1978 ohne Einsatz. Daraufhin spielte er wieder in der 2. Mannschaft, bis er 1981 zum FC St. Pauli wechselte. Dort erreichte er den Höhepunkt seiner Karriere. 1983 wurde er mit St. Pauli Meister der Oberliga Nord, 1984 stieg er mit der Mannschaft in die 2. Bundesliga auf. Er bestritt für die Hamburger insgesamt 111 Spiele, darunter 13 Erstligaspiele 1988/89 sowie weitere zwei Erstligaspiele 1989/90. Beim 2:2-Remis gegen Hannover 96 erzielte er am 29. Oktober 1988 sein einziges Bundesligator.
Nachdem er bei St. Pauli in der Bundesliga nicht mehr regelmäßig zum Einsatz gekommen war, wechselte Bargfrede 1990 zum SC Preußen Münster, für den er noch sechs Zweitligaspiele absolvierte. Während seiner Zeit bei Preußen Münster zog er sich verschiedene Verletzungen zu, und am 14. April 1990 absolvierte Bargfrede im Heimspiel gegen den SC Freiburg sein letztes Spiel als Aktiver, ehe er im Alter von 31 Jahren seine Karriere beendete.

## Trainerlaufbahn
Nach dem Ende seiner Karriere betreute Bargfrede als Trainer den TuS Heeslingen und wechselte 1991 zum VfL Stade. Er war dann wieder Trainer des TuS Heeslingen sowie der C-Jugend-Auswahl des Niedersächsischen Fußballverbandes. Von 2010 bis 2015 betreute er die U-17 des FC St. Pauli. Beim TuS-Heeslingen-Nachfolger Heeslinger SC agierte der früher Erstligakicker zwischen 2015 und 2018 als Übungsleiter. Bargfrede betreibt ein Sportgeschäft in Zeven.

## Trivia
Hans-Jürgen Bargfrede ist der Vater von Philipp Bargfrede, der ebenfalls in der ersten und zweiten Mannschaft von Werder Bremen spielte.